# 8. april
8. april je 98. dan leta (99. v prestopnih letih) v gregorijanskem koledarju. Ostaja še 267 dni.

## Dogodki
- 1271 – Mameluki s prevaro osvojijo križarski grad Krak des Chevaliers
- 1328 – prva omemba Smokuča
- 1378 – Bartolomeo Prignano postane papež Urban VI.
- 1838 – iz Bristola odpluje Great Western, prvi parnik na redni čezatlantski progi
- 1904 – podpis srčne zveze med Francijo in Združenim kraljestvom
- 1945 – partizanski napad na orožniško postojanko v Zgornjih Gorjah pri Bledu
- 1990 – na prvih povojnih večstrankarskih volitvah v Sloveniji zmaga opozicijska koalicija Demos

## Rojstva
- 563 pr. n. št. – Buda, ustanovitelj budizma
- 1250 – Ivan Tristan, francoski princ, grof Valoisa († 1270)
- 1320 – Peter I., portugalski kralj († 1367)
- 1336 – Timurlenk, turško-mongolsko-perzijski osvajalec, ustanovitelj dinastije Timuridov († 1405)
- 1692 – Giuseppe Tartini, italijanski violinist, skladatelj († 1770)
- 1695 – Johann Christian Günther, nemški pesnik († 1723)
- 1793 – Karl Ludwig Hencke, nemški astronom († 1866)
- 1805 – Hugo von Mohl, nemški botanik († 1872)
- 1815 – Andrew Graham, irski astronom († 1908)
- 1817 – Charles-Édouard Brown-Séquard, francoski fiziolog, nevrolog († 1894)
- 1818 – August Wilhelm von Hofmann, nemški kemik († 1892)
- 1859 – Edmund Husserl, nemški filozof († 1938)
- 1868 – Herbert Spencer Jennings, ameriški zoolog († 1947)
- 1875 – Albert I., belgijski kralj († 1934)
- 1888 – Drago Leskovšek, slovenski gradbeni inženir († 1978)
- 1892 – Mary Pickford, ameriška filmska igralka († 1979)
- 1911 – Emil Mihai Cioran - Émile Michel Cioran, romunsko-francoski pisatelj, filozof († 1995)
- 1912 – Sonja Henie, norveška umetnostna drsalka († 1969)
- 1917 – Lev Ponikvar, slovenski glasbenik († 1993)
- 1929 – Jacques Brel, belgijsko-francoski pevec († 1978)
- 1940 – John J. »Hondo« Havlicek, ameriški košarkar
- 1950 – Grzegorz Lato, poljski nogometaš
- 1963 – Julian Lennon, britanski glasbenik
- 1979 – Alexi Laiho, finski kitarist

## Smrti
- 217 – Marcus Aurelius Severus Antoninus Augustus - Karakala, rimski cesar (* 188)
- 1143 – Ivan II. Komnen, bizantinski cesar (* 1087)
- 1364 – Ivan II., francoski kralj (* 1319)
- 1461 – Georg Aunpekh von Peurbach, avstrijski matematik, astronom (* 1423)
- 1735 – Ferenc Rákóczi II., madžarski knez (* 1676)
- 1787 – Mihalj Šilobod, hrvaški matematik (* 1724)
- 1820 – Thomas Douglas, angleški kolonizator (* 1771)
- 1835 – Karl Wilhelm von Humboldt, nemški filozof, jezikoslovec, diplomat (* 1767)
- 1848 – Domenico Gaetano Maria Donizetti, italijanski skladatelj (* 1797)
- 1861 – Vid Rižner, slovenski prevajalec, pisec (* 1793)
- 1905 – Josip Juraj Strossmayer, hrvaški škof, politik (* 1815)
- 1919 – Loránd Eötvös, madžarski fizik (* 1848)
- 1936 – Robert Bárány, avstrijski patolog madžarsko-judovskega rodu, nobelovec 1914 (* 1876)
- 1950 – Vaclav Fomič Nižinski, ruski baletnik (* 1890)
- 1962: 
  - Branko Gavella, hrvaški gledališki režiser (* 1885)
  - Juan Belmonte y García, španski bikoborec (* 1892)
- 1968 – Harold Delos Babcock, ameriški astronom (* 1882)
- 1971 – Ivan Vurnik, slovenski arhitekt (* 1884)
- 1973 – Pablo Picasso, španski slikar (* 1881)
- 1981 – Omar Nelson Bradley, ameriški general (* 1893)
- 2002 – Josef Svoboda, češki scenograf (* 1920)
- 2013 – Margaret Thatcher, nekdanja britanska predsednica vlade (* 1925)
- 2025 – Saša Frelih ''Mišo'', slovenski organist (* 1947)

## Prazniki in obredi
- svetovni dan Romov